# Frederick Cardway
Frederick Cardway war ein US-amerikanischer Hersteller von Automobilen.

## Unternehmensgeschichte
Frederick Cardway war Colonel. Er stellte zwischen 1923 und 1924 in New York City einige Personenkraftwagen her. Der Markenname lautete Cardway. Insgesamt entstanden im ersten Jahr vier und im zweiten Jahr mindestens eins, vielleicht zwei Fahrzeuge. Der Schwerpunkt lag auf dem Export. Eines wurde nach Australien exportiert. Ein Fahrzeug existiert noch.

## Fahrzeuge
Viele Teile wurden zugekauft. Der Sechszylindermotor stammte von der Continental Motors Company. Er leistete 40 PS. Das Fahrgestell hatte 300 cm Radstand. Die Aufbauten waren offene Tourenwagen. Sie wurden Standard sport touring und Super sport touring genannt. Viele oder alle Fahrzeuge hatten Rechtslenkung.